# Site archéologique d'Igbo-Ukwu
L'archéologie d'Igbo-Ukwu est l'étude d'un site archéologique situé dans une ville du même nom : Igbo-Ukwu, une ville Igbo de l'État d'Anambra au sud-est du Nigeria. Des fouilles archéologiques révèlent des artefacts en bronze datés du IXe siècle. Le site est initialement découvert par Isiah Anozie en 1939 alors qu'il creuse un puits dans son enceinte. À la suite de ces découvertes, trois zones de fouilles à Igbo-Ukwu sont ouvertes en 1959 et 1964 par Charles Thurstan Shaw : Igbo Richard, Igbo Isaiah et Igbo Jonah. Les fouilles révèlent plus de 700 artefacts de haute qualité en cuivre, bronze et fer, ainsi qu'environ 165 000 perles de verre, de cornaline et de pierre, de poterie, de textiles et de perles, de tasses et de cornes en ivoire. Les découvertes d'Igbo-Ukwu sont les plus anciens artefacts en bronze connus en Afrique de l'Ouest et sont fabriqués des siècles avant l'émergence d'autres centres de production de bronze connus tels que ceux d'Ife et du Bénin. Les bronzes comprennent de nombreux récipients rituels, des pendentifs, des couronnes, des cuirasses, des ornements de bâton, des épées et des manches de chasse-mouches.

## Impact sur l'histoire de l'art
Peter Garlake compare les bronzes Igbo-Ukwu aux plus beaux bijoux de l'Europe rococo ou de Carl Fabergé, et William Buller Fagg déclare qu'ils sont créés avec une étrange virtuosité de type rococo presque Fabergé. Frank Willett dit que les bronzes Igbo-Ukwu dépeignent un standard comparable à celui établi par Benvenuto Cellini cinq cents ans plus tard en Europe. Denis Williams les appelle une explosion exquise sans antécédent ni issue. L'un des objets trouvés, un pot d'eau placé dans un maillage de corde simulée est décrit par Hugh Honor et John Fleming comme 
"Un morceau virtuose de fonte à la cire perdue. Sa conception élégante et ses détails raffinés correspondent à un niveau d'accomplissement technique plus avancé que les fontes de bronze européennes à la même époque."
La haute compétence technique et le manque de prototypes connus des bronzes Igbo-Ukwu conduisent à la spéculation initiale dans la communauté universitaire selon laquelle ils devaient avoir été créés après le contact européen et les voyageurs fantômes sont postulés. Cependant, la recherche et l'analyse isotopique établissent que la source des métaux est d'origine locale et la datation au radiocarbone confirme une date du IXe siècle, bien avant le premier contact avec l'Europe. Les artefacts Igbo-Ukwu font disparaître les opinions jusqu'alors existantes de l'époque coloniale dans les cercles archéologiques selon lesquelles des œuvres d'art et des compétences techniques aussi magnifiques ne pouvaient provenir que de zones en contact avec l'Europe, ou qu'elles ne pouvaient pas être fabriquées dans une société acéphale ou égalitaire telle que comme celle des Igbo. Certaines des perles de verre et de cornaline sont trouvées produites dans le Vieux Caire dans les ateliers de Fustat, établissant ainsi qu'un système commercial à longue distance s'étendant d'Igbo Ukwu à l'Égypte de l'époque byzantine existait,,,. Des sites archéologiques contenant des fours de fusion de fer et des scories sont fouillés datant de 2000 av. J.-C. à Lejja et 750 av. J.-C. à Opi, tous deux dans la région de Nsukka à environ 100 kilomètres à l'est d'Igbo-Ukwu ,.

## Découverte
Les découvertes initiales sont faites par Isaiah Anozie en creusant dans son enceinte en 1938. Il n'est pas conscient de l'importance des objets qu'il trouve et en donne certains à des amis et des voisins, ainsi qu'en utilisant certains des récipients pour abreuver ses chèvres. Plusieurs mois plus tard, JO Field, l'officier de district colonial britannique de la région, prend connaissance des découvertes et en achète plusieurs, publiant les découvertes dans une revue anthropologique. En 1946, il remet les artefacts au Département nigérian des antiquités. D'autres artefacts en bronze trouvés dans l'enceinte d'Anozie sont collectés par l'arpenteur des antiquités Kenneth Murray en 1954. De 1959 à 1964, sous l'approbation du Département nigérian des Antiquités et de l'Université d'Ibadan, Thurstan Shaw et son équipe fouillent trois zones : Igbo Isaiah, autour de la découverte originale, ainsi que Igbo Richard et Igbo Jonah. Les fouilles archéologiques révèlent des centaines de récipients rituels en cuivre et en bronze ainsi que des épées en fer, des fers de lance en fer, des rasoirs en fer et d'autres artefacts datés d'un millénaire plus tôt,.
À la suite d'un mémorial de 2014 pour Shaw, Igwe d'Igbo-Ukwu Martin E. Ezeh accorde l'autorisation pour de nouveaux travaux de terrain à Igbo-Ukwu. De nouveaux plans d'exploration du site sont coordonnés par l'épouse de Shaw, Pamela Jane Smith Shaw, en 2019 et 2021. Le travail de terrain sur ce projet visait à élargir les archives temporelles et spatiales de l'ancienne colonie. Les archéologues ont ensuite fouillé Igbo Richard, Igbo Isaiah et Igbo Jonah, découvrant un assemblage de grandes poteries en céramique et des preuves de dépôts culturels.

## Aperçu de la disposition du site et des résultats
Le site d'Igbo-Ukwu est situé à environ 366 mètres d'altitude sur une crête de sables Nanka de la formation Ameki caractérisée par une topographie inégale de grès et de roches ferrugineuses ; la zone est principalement dépourvue d'eau souterraine et entourée par la rivière Aghomili à l'est et la rivière Obizi à l'ouest. Les artefacts révélés lors des fouilles de 1960-1964 par Thurstan Shaw sont situés entre 40 et 70 cm sous la surface chez Igbo Isaiah et 1,75-2,5 m chez Igbo Richard. La troisième et dernière unité fouillée, Igbo Jonah, est la plus grande (19 x 11 m), mais elle produit la plus petite quantité de matériel d'artefact. La profondeur des artefacts à Igbo Jonah est variée; les fosses sont remplies dans l'Antiquité, ce qui entraîne une histoire de dépôt complexe. La profondeur des artefacts à Igbo Jonah est variée; les fosses sont délibérément remblayées, ce qui entraîne différents degrés de dépôt ordonné. Des artefacts en bronze, en cuivre et en verre à Igbo Isaiah se trouvaient sous un mur composé qui devait être enlevé avant les fouilles. De plus, il y a des éléments (probablement des souches d'arbres) remplis de petits morceaux de poterie. Le site Igbo Richard contenait des restes humains de plusieurs individus, des bracelets et des bracelets de cheville perlés, et un tabouret en bois qui est associé à un seul ensemble de restes squelettiques humains (appartenant peut-être à un roi-prêtre). Le site Igbo Jonah (qui produit le moins de matériel archéologique associé) produit un exemple significatif de poterie rituelle, ainsi que du charbon de bois, des os d'animaux et quelques sculptures en bronze. D'autres fouilles en 2019 et 2021 à l'ouest d'Igbo Richard révèlent des gisements de poterie, de bronze, de cuivre, d'objets en fer et de scories, de craie, d'os et de palmiste,.

## Chronologie
Les premières dates au radiocarbone d'Igbo-Ukwu sont publiées par Shaw en 1970 et donnaient une plage de 1075 à 1110 BP, avec une erreur type de ± 100 et ± 150 ans, datant le site du IXe siècle. L'écart type des dates au radiocarbone est beaucoup plus important au moment où Shaw publie ses dates, et des progrès plus récents dans la précision de la datation au radiocarbone permettent une plage de dates plus précise pour Igbo-Ukwu. En 2022, Daraojimba et al. découvrent que des échantillons de charbon et de bois provenant de l'un des sites d'Igbo Ukwu, Igbo Isaiah, dataient entre le Xe et le XIIIe siècle. Cette datation du Xe siècle est étayée par l'étude de Mcintosh et al. sur les textiles publiée la même année. Les nouvelles datations au radiocarbone ouvrent "la possibilité que certains ou tous les bronzes et perles Igbo Isaiah soient un peu plus jeunes qu'on ne le croyait auparavant, mais certainement antérieurs au contact côtier européen de plusieurs siècles. Mcintosh et al. cependant, déclarez que "ces dates ne réduisent pas... la plage de dates pour l'enterrement d'Igbo Richard, ou n'éclairent pas la question clé de sa relation temporelle avec Igbo Isaiah et Igbo Jonah."... il y a une tendance dans la littérature considérer les trois sites comme contemporains. Cependant, les nouvelles dates rapportées par Daraojimba et al...suggèrent que l'Igbo-Ukwu est peut-être utilisé depuis plusieurs siècles.

## Textiles

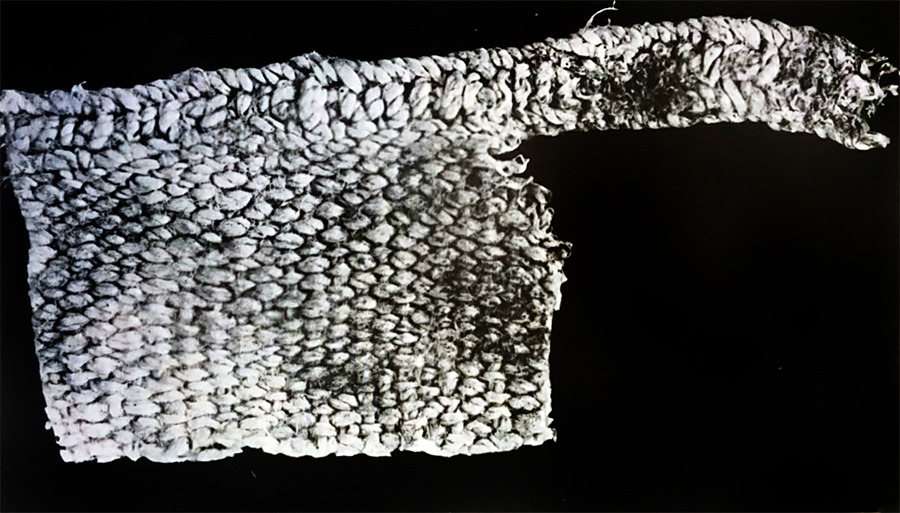
Textile du IXe siècle.

Des découvertes importantes sont faites au cours des 50 dernières années sur le site d'Igbo-Ukwu, notamment dans le textile. Des échantillons du British Museum permettent de nouvelles études sur les tissus Igbo-Ukwu, y compris une analyse par microscopie électronique à balayage de deux échantillons de tissu. Cette étude révèle que les échantillons, qui sont découverts en 1938 dans l'enceinte d'Igbo Isaiah, sont tissés avec du fil de 0,3 à 0,4 mm de diamètre et des densités de tissage de 24 chaînes et 16 trames/cm. Ces découvertes font suite à des études antérieures du Shirley Institute sur des échantillons trouvés sur le même site, fournis par Charles Thurstan Shaw.
Les échantillons de textiles récupérés par Shaw en 1960 (dont on ignore actuellement la localisation) et ceux récupérés par Isaiah Anozie en 1938 (qui appartiennent au British Museum et font l'objet de nouvelles analyses) se sont principalement révélés être de deux types de fibres distincts : liber et feuille/herbe. Les fibres libériennes sont majoritairement attribuées aux arbres Ficus, et les fibres de feuilles/herbes sont principalement attribuées aux palmiers Raphia. L'utilisation de ces fibres représente une ancienne tradition de tissage de la zone forestière du Nigeria, et ces matériaux ont aujourd'hui presque entièrement été remplacés par le coton et la laine. Ces textiles sont supposés avoir une signification religieuse ou spirituelle, mais les preuves ethnographiques et archéologiques sont rares en ce qui concerne la signification des textiles de la zone forestière et des fibres libériennes des arbres. Par conséquent, la signification spirituelle de ces textiles reste spéculative.
La datation par spectrométrie de masse par accélérateur (AMS) est réalisée sur un échantillon de textile d'Igbo Isaiah, plaçant la date de création du textile dans les années 1200-1300 de notre ère. Il s'agit de la première date directe obtenue pour un artefact d'Igbo Isaiah, et elle contraste avec la date du IXe siècle de notre ère précédemment proposée par Shaw sur la base de résultats radiocarbone moins précis et d'une sériation stylistique effectuée sur des poteries et des bronzes d'Igbo-Ukwu.

## Perles
Plus de 165 000 perles de verre et de cornaline sont trouvées à Igbo-Ukwu ; la quantité de perles contribue au caractère unique du site dans l'archéologie ouest-africaine. Les archéologues peuvent utiliser la morphologie et la composition chimique des perles comme un aperçu de la participation des Igbo-Ukwu aux réseaux commerciaux à longue distance et une chronologie générale de l'interaction. Une analyse récente de 138 billes, sélectionnées pour une gamme de types et de couleurs différents, montre que le type de billes le plus couramment analysé est la bille de verre sodocalcique produite à partir de cendres végétales. Ceux-ci sont probablement fabriqués à partir de verre produit en Mésopotamie et dans les régions orientales de l'Iran, et se sont probablement déplacés le long de la route du corridor oriental du Niger au IXe ou au Xe siècle. Cependant, plusieurs autres compositions chimiques de billes de verre ne sont pas retracées jusqu'à une source, comme le verre composé de soude-aluminium et de soude-chaux fondant avec un alcali minéral. Moins d'analyses sont effectuées pour les perles de cornaline et Susan McIntosh soutient que davantage de recherches sont nécessaires sur la possibilité de relations commerciales sahariennes.

## Métallurgie

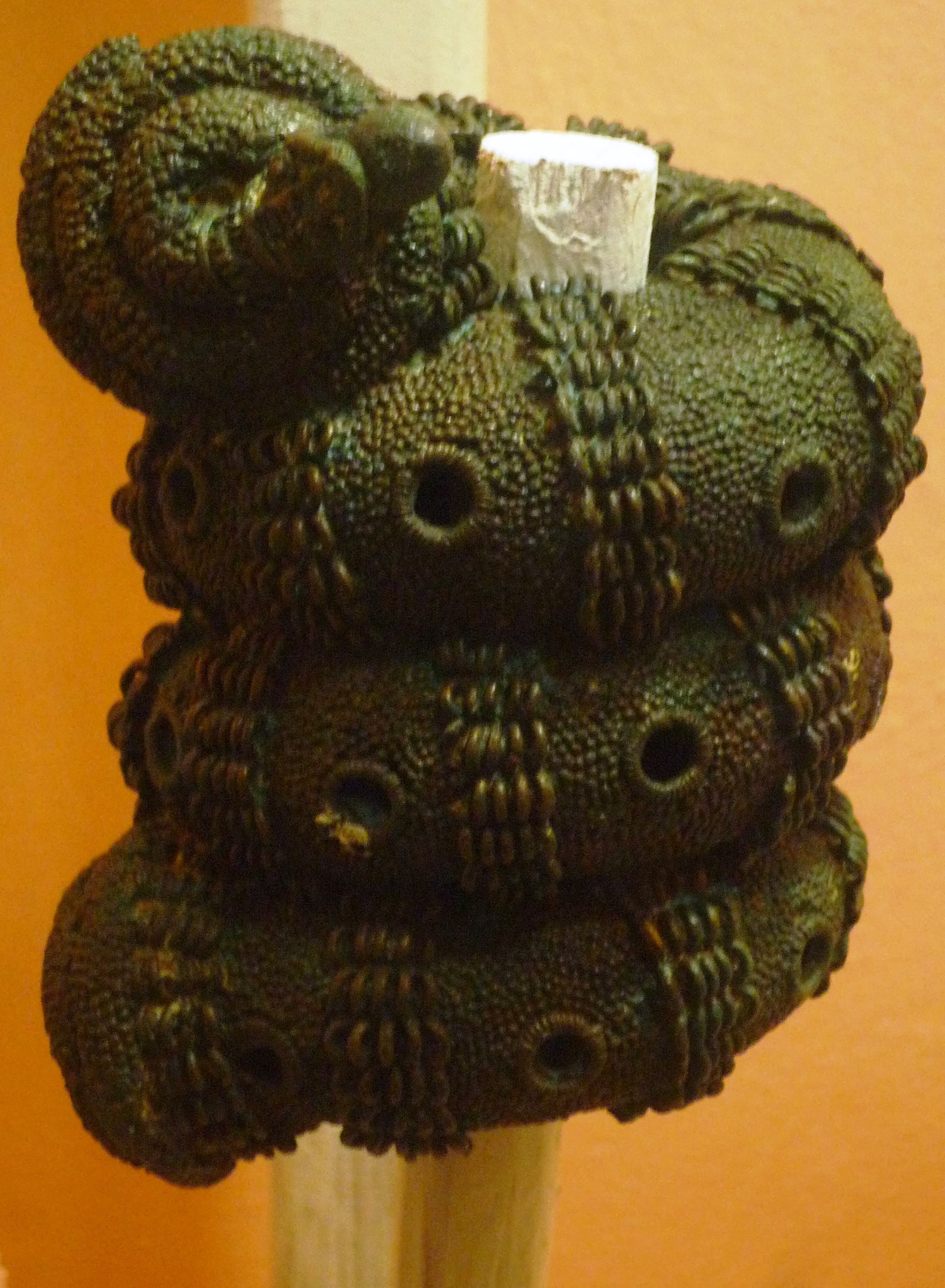
Tête de bâton ornementale en bronze; IXe siècle ; Musée national nigérian (Lagos)

Apparemment, les métallurgistes de l'ancien Igbo-Ukwu n'sont pas au courant des techniques couramment utilisées telles que la fabrication de fils, le soudage ou le rivetage, ce qui suggère un développement indépendant et un long isolement de leur tradition de travail du métal. Il est donc surprenant qu'ils aient pu créer des objets avec des détails de surface si fins qu'ils représentent, par exemple, de petits insectes qui semblent s'être posés à la surface. Bien que ceux-ci semblent avoir été rivetés ou soudés sur les artefacts, ils ont en fait été coulés en une seule pièce. L'Encyclopédie Grove des matériaux et des techniques d'art les décrit comme étant "parmi les bronzes les plus inventifs et techniquement aboutis jamais réalisés". Bien que le processus de moulage à la cire perdue ait été utilisé pour produire les bronzes, le latex est probablement utilisé à Igbo-Ukwu au lieu de la cire d'abeille, ce qui expliquerait comment les artistes peuvent produire des détails de surface aussi fins et filigranes. Certaines des techniques utilisées par les anciens forgerons ne sont pas connues pour avoir été utilisées en dehors d'Igbo-Ukwu, comme la production d'objets complexes par étapes, les différentes parties étant ensuite fixées ensemble par brasage ou en coulant des sections de liaison pour les joindre,. Cependant, la complexité de certains des objets Igbo-Ukwu conduit à des altercations considérables entre divers experts métallurgistes et à des débats concernant le processus de production réel, ce qui est un affidavit pour le travail hautement développé et complexe des artistes anciens.
La composition des alliages métalliques utilisés dans la production du bronze est unique, avec une teneur en argent exceptionnellement élevée et se distingue des alliages utilisés en Europe, en Méditerranée ou dans d'autres centres de bronze africains. Environ 85 à 90% du minerai métallique utilisé pour produire le bronze provenait d'anciennes mines d'Abakiliki à environ 100 kilomètres d'Igbo-Ukwu ,,. Cette découverte est corroborée par une analyse récente de la teneur en isotopes du plomb et en argent d'objets métalliques fragmentés,. On pense qu'un petit pourcentage de minerais provient d'une source secondaire. Cependant, un emplacement exact n'a pas été confirmé. Les sources potentielles incluent les pays d'Afrique du Nord comme la Tunisie et le Maroc, par analyses isotopiques du plomb des alliages cuivre-étain.

## Galerie

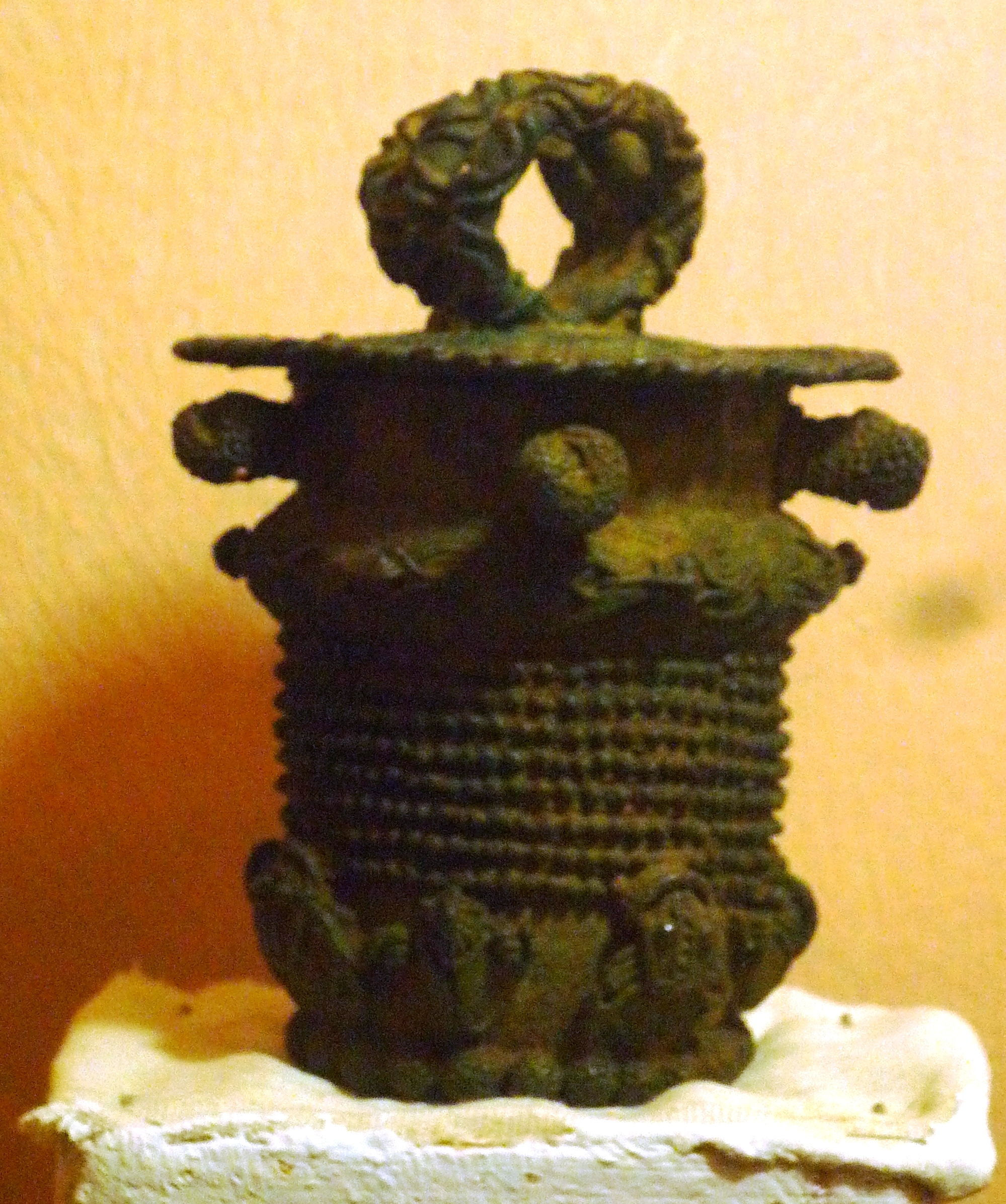
Bronze cérémoniel du IXe siècle
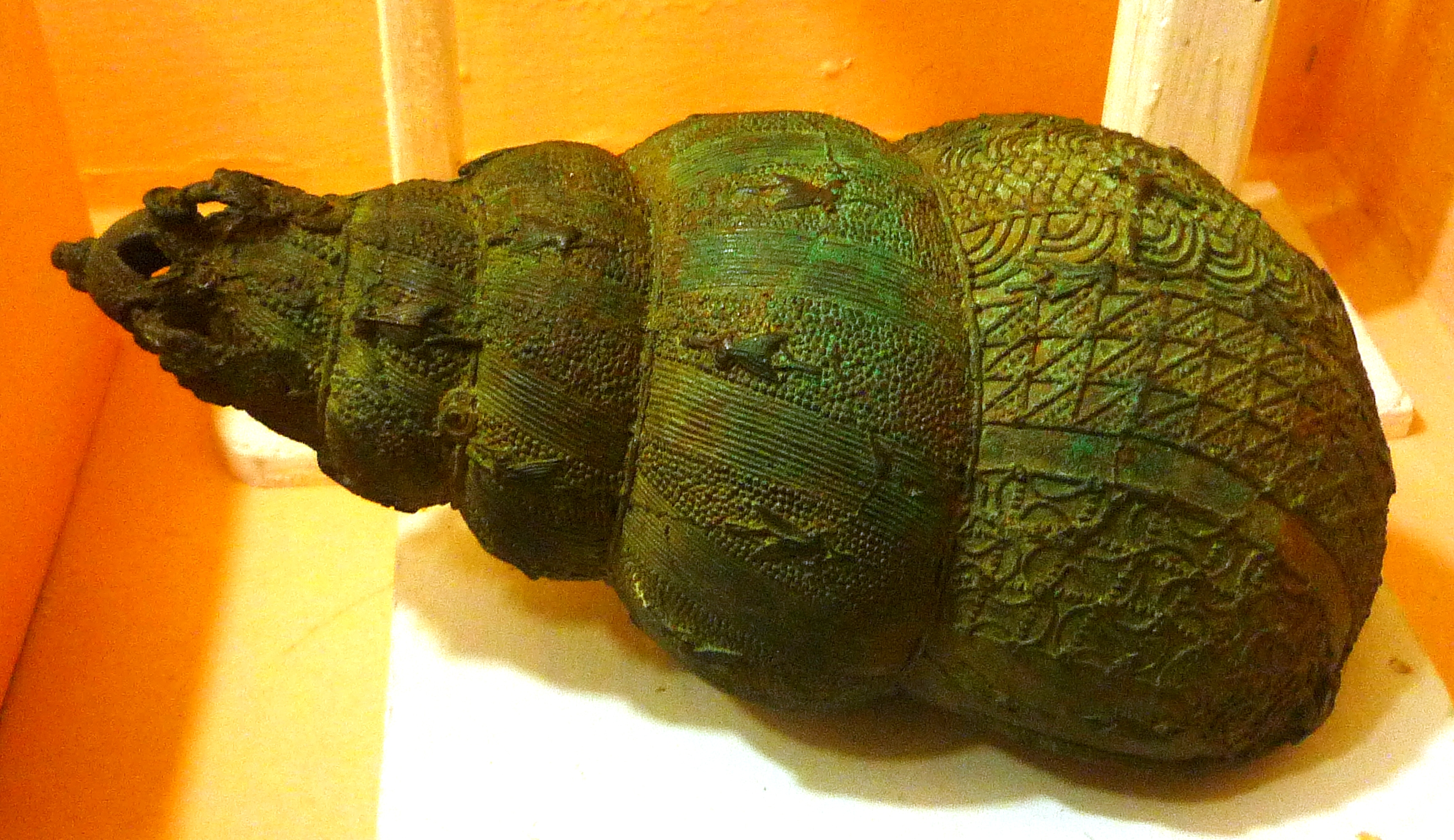
Bronze cérémoniel en forme de coquillage.
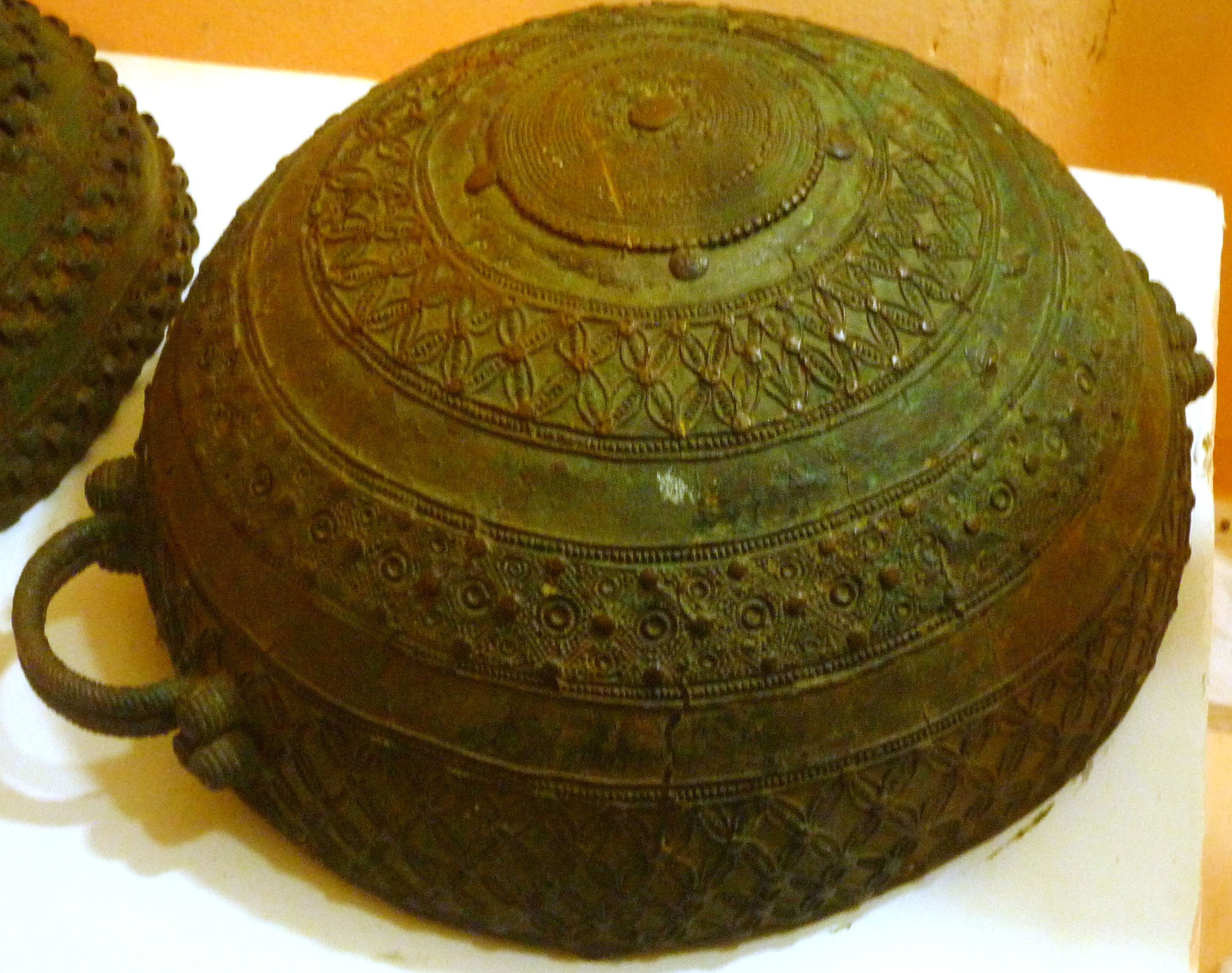
Pot en bronze
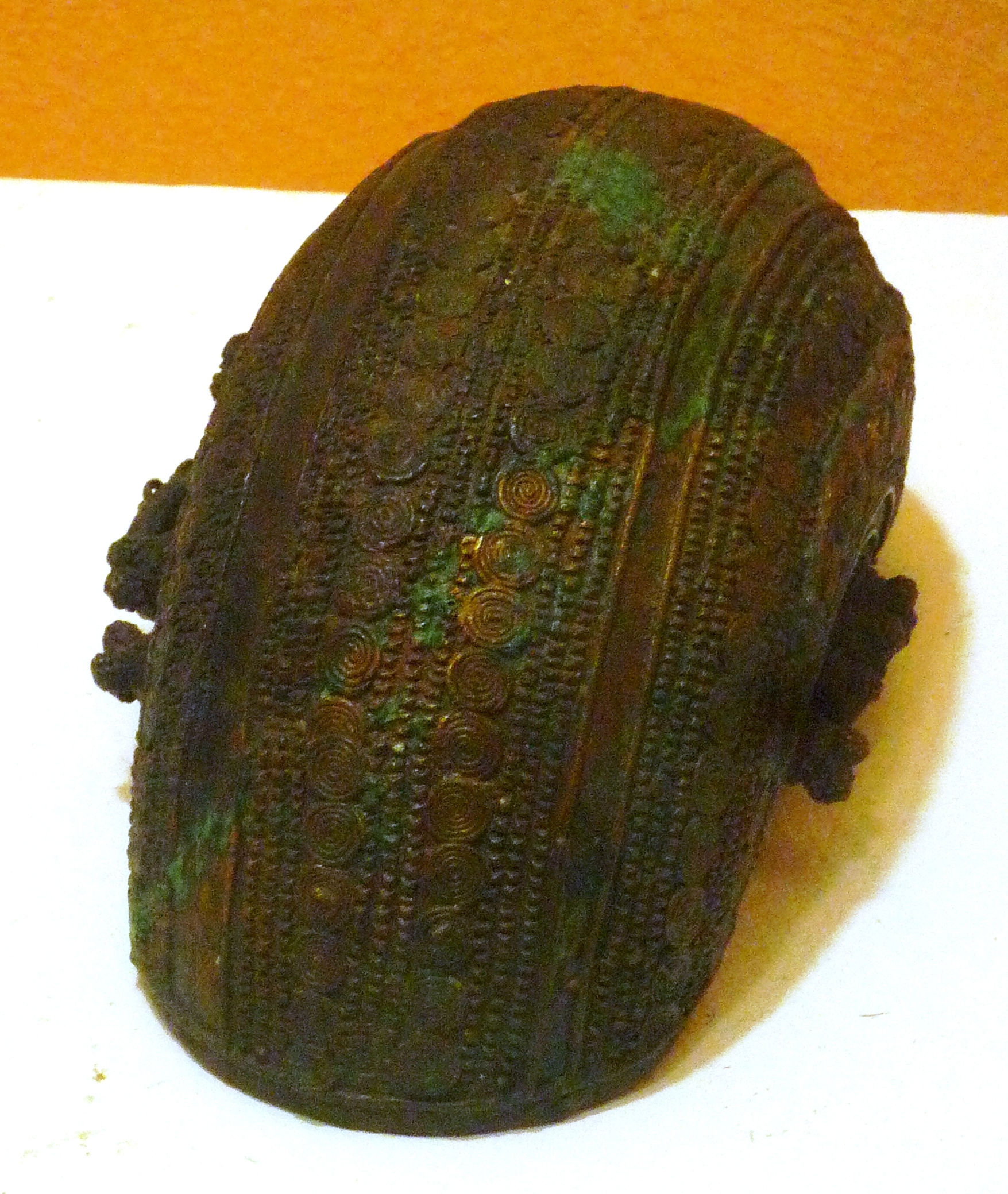
Bol excentrique en bronze.
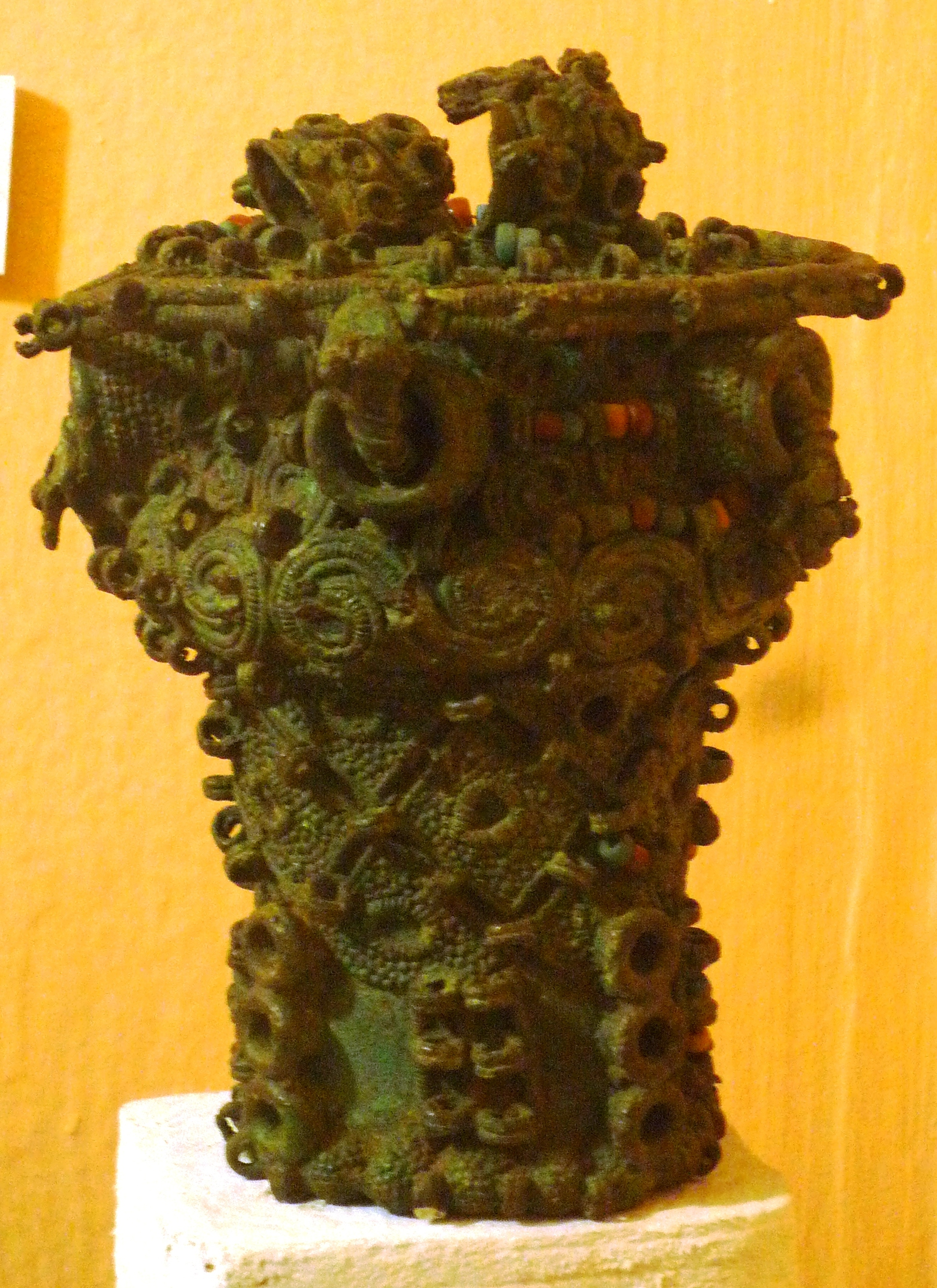
Bronze cérémoniel avec des formes intriquées